# The Adventures of Tintin: The Secret of the Unicorn (film)
The Adventures of Tintin: The Secret of the Unicorn (Nederlands: De avonturen van Kuifje: Het geheim van de eenhoorn) is een Amerikaanse animatiefilm geregisseerd door Steven Spielberg. De film is gebaseerd op enkele albums uit de stripreeks Kuifje (Engels: Tintin) van de Belgische tekenaar Hergé en ging op 22 oktober 2011 in wereldpremière in Brussel. Het is een bewerking van De krab met de gulden scharen, Het geheim van de Eenhoorn en De schat van Scharlaken Rackham. Diverse verhaallijnen uit deze drie verhalen zijn samengevoegd tot een nieuw geheel met een deels eigen plot.
Hoewel het om een 3D-animatiefilm gaat, werd er tijdens de opnamen gebruikgemaakt van echte acteurs. Deze performance capture-techniek is een verbeterde methode van motion capture, die eerder al toegepast werd in films zoals Beowulf (2007) en Avatar (2009). Als resultaat krijgt men, voor het eerst in de geschiedenis van de animatiefilm, zeer realistische menselijke gelaatsuitdrukkingen en nog vlottere bewegingen van de anders karikaturale stripfiguren, zonder afbreuk te doen aan de oorspronkelijke tekeningen uit de gedrukte stripverhalen van Hergé.
Het hondje van Kuifje, Snowy (Nederlands: Bobbie), werd volledig door een computer geanimeerd.
Spielberg nam in 1983, na de dood van Hergé, voor het eerst een optie op de rechten van Kuifje. In 2002 deed hij dat voor de tweede keer. Aanvankelijk zou Thomas Sangster de rol van Kuifje op zich nemen, maar na enkele productieperikelen stapte hij op en werd hij uiteindelijk vervangen door Jamie Bell. Peter Jackson was producent van de film.
De bedoeling was dat Jackson ook de volgende Kuifje-verfilming die in de planning stond zou regisseren. Spielberg zou dan de job van producent overnemen van Jackson. Deze tweede film is er echter tot nu toe niet gekomen.

## Verhaal

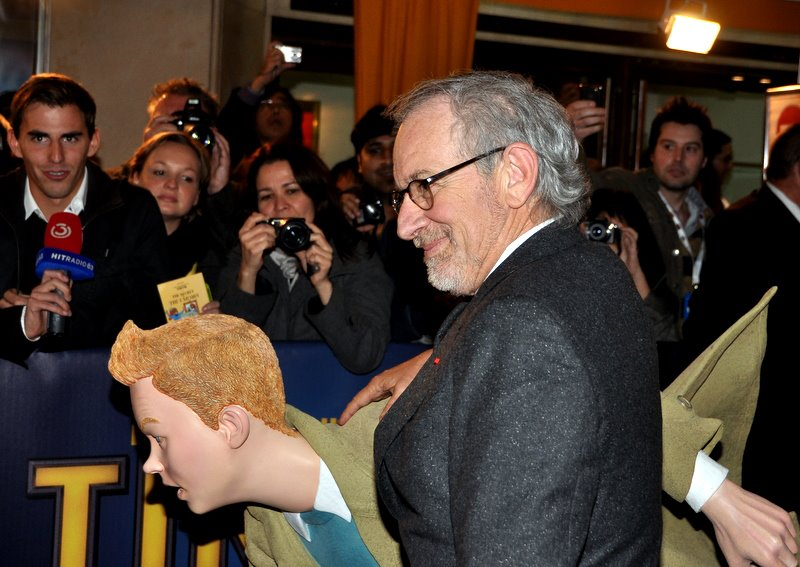
Regisseur Steven Spielberg bij een beeld van Kuifje op de Parijse première van de film

Kuifje koopt op een rommelmarkt in Brussel een schaalmodel van de Eenhoorn, een Frans oorlogsschip uit de 17de eeuw. Twee mannen, een agent van Interpol en de fervente modelschepenverzamelaar Sakharine, willen het schip van hem overkopen, maar Kuifje weigert dit. Hij besluit op zoek te gaan naar het geheim dat hierachter zit.
Kuifje onderzoekt thuis het schaalmodel. Als het model door toedoen van Bobbie op de grond valt, breekt een van de masten. Hierin blijkt een rol perkament te zitten met daarop een geheimzinnige tekst. Kuifje gaat naar de maritieme bibliotheek, in de hoop daar iets meer te weten te komen. Als hij weer terugkomt in zijn flat, blijkt er te zijn ingebroken en het schaalmodel is verdwenen. Kuifje verdenkt Sakharine, die samen met zijn butler Nestor kasteel Molensloot bewoont, en gaat bij deze man langs. Sakharine blijkt inderdaad een schaalmodel in zijn bezit te hebben dat precies op dat van Kuifje lijkt. Alle masten hiervan zijn echter onbeschadigd, dus moet het toch een ander model zijn. Kuifje realiseert zich nu dat er meerdere precies identieke modellen van de Eenhoorn bestaan, die blijkbaar met een bepaald doel zijn gemaakt.
Even later staat voor Kuifjes deur de andere man van de markt, de agent van Interpol, die het scheepsmodel opnieuw wil en Kuifje voor iets probeert te waarschuwen. De agent wordt echter neergeschoten en overlijdt. Hij kan nog net de naam Karaboudjan uitbrengen. Even later wordt Kuifjes portemonnee met daarin het stuk perkament gestolen door Aristede, een kleptomane zakkenroller die wordt gezocht door de detectives Jansen en Janssen.
Kuifje en Bobbie worden ontvoerd en aan boord gebracht van de Karaboudjan. Dit schip blijkt te zijn overgenomen door Sakharine, die er nu mee op weg is naar Bagghar (een fictieve haven in Marokko) waar zich het derde schaalmodel bevindt dat in bezit is van de rijke verzamelaar Omar ben Salaad. Kuifje ontmoet ook de kapitein van het schip, Archibald Haddock, die met drank onder invloed wordt gehouden door de stuurman, Allan Thompson. Thompson blijkt door Sakharine te zijn omgekocht. Kuifje en Haddock besluiten samen in een sloep van het schip te vluchten. Door een onhandigheid van Haddock vliegt de sloep echter in brand en ontploft. Ze weten zichzelf alsnog te redden door het watervliegtuig over te nemen dat Sakharine had ingezet om hen terug te halen. Kuifje, Bobbie en Haddock belanden hierna in de woestijn, waar ze uiteindelijk worden opgepikt door een Franse buitenpost.
Als Haddock weer op krachten is, vertelt hij het volledige verhaal achter het schip en zijn eigen rol hierbij: het fregat de Eenhoorn was in de 17e eeuw eigendom van kapitein Haddocks voorvader François Hadoque. Het schip werd geënterd en overgenomen door de beruchte piraat Scharlaken Rackham, die Hadoques voltallige bemanning uitmoordde en hem zelf gevangennam. Uiteindelijk slaagde Hadoque erin om van het schip te ontsnappen en een deel van de schat mee te nemen. Het schip zelf blies hij op, om te voorkomen dat het in handen van de piraten zou blijven. Rackham heeft, voordat hij met het schip ten onder ging, tegenover Hadoque gezworen dat hij in een ander leven terug zal komen en wraak zal nemen. Kuifje beseft na dit verhaal dat Sakharine een nazaat van Scharlaken Rackham moet zijn, die uit is op wraak op Haddock, Hadoques laatste levende nazaat. Ook wil Sakharine de perkamentrollen van alle drie de schaalmodellen van de Eenhoorn in handen krijgen, omdat die samen een aanwijzing bevatten over de plek waar de schat die door Sakharines voorvader werd buitgemaakt zich bevindt.
Kuifje en Haddock reizen door naar Marokko. In Bagghar haalt Sakharine een handige truc uit tijdens een optreden van de operazangeres Bianca Castafiore: doordat ze tijdens het zingen van de Juwelenaria met haar hoge stembereik de vitrine waarin het derde schaalmodel zich bevindt laat springen, weet Sakharine dit te stelen. Na een wilde achtervolging door de stad lukt het Sakharine om te ontsnappen. Met hulp van Jansen en Janssen slagen Kuifje en Haddock er uiteindelijk echter in om Sakharine in Brussel alsnog gevangen te nemen. Sakharine kruist eerst nog rechtstreeks de degens met Haddock, om zo wraak te nemen voor het soortgelijke duel dat zijn voorvader Rackham ooit verloor van Hadoque. Ze maken hem ook het derde schaalmodel afhandig, en nu kunnen ze de hele code ontrafelen.
Dan blijkt dat het deel van de schat dat door Hadoque werd meegenomen, zich gewoon op kasteel Molensloot bevindt. Ze vinden de schat in een oude globe. Kasteel Molensloot was ooit in het bezit van de Hadoques. Het kasteel komt Haddock dus rechtmatig toe. Haddock heeft nu ook meteen genoeg geld om het kasteel te kopen.

## Belangrijke verschillen met de strip
- Ivan Ivanovitch Sakharine fungeert in deze film als de belangrijkste antagonist en is tevens een nazaat van Scharlaken Rackham. In zijn stripverhaal Het geheim van de Eenhoorn is zijn rol minder belangrijk, hier is hij enkel een gewone verzamelaar van modelschepen die bovendien zelf ook slachtoffer is van de criminele tegenspelers (hier de gebroeders Vogel, die in Spielbergs film niet voorkomen). Ook woont hij in de strip niet op Molensloot.
- Bianca Castafiore komt niet voor in de drie Kuifje-stripverhalen waar de film goeddeels op is gebaseerd.

## Rolverdeling
| Personage                               | Acteur          | Vlaamse stem        | Nederlandse stem |
| --------------------------------------- | --------------- | ------------------- | ---------------- |
| Kuifje                                  | Jamie Bell      | Jelle Cleymans      | Levi van Kempen  |
| Kapitein Haddock / Sir François Hadoque | Andy Serkis     | Karel Deruwe        | Frans Limburg    |
| Sakharine / Scharlaken Rackham          | Daniel Craig    | Tom Van Bauwel      | Sander de Heer   |
| Jansen                                  | Simon Pegg      | Raf Walschaerts     | Richard Kemper   |
| Janssen                                 | Nick Frost      | Mich Walschaerts    | Remco Veldhuis   |
| Allan Thompson                          | Daniel Mays     | Daan Hugaert        | Just Meijer      |
| Omar Ben Salaad                         | Gad Elmaleh     | Youssef El Mousaoui | Najib Amhali     |
| Silk                                    | Toby Jones      | Tuur De Weert       | Kees van Lier    |
| Barnaby                                 | Joe Starr       | Ivan Pecnik         | Fred Meijer      |
| Nestor                                  | Enn Reitel      |                     | Leo Richardson   |
| Tom                                     | Mackenzie Crook |                     | Thijs van Aken   |
| Luitenant Delcourt                      | Tony Curran     |                     | Tygo Gernandt    |
| Mrs. Finch                              | Sonje Fortag    |                     | Marjolein Algera |
| Piloot                                  | Cary Elwes      |                     | Ewout Eggink     |
| Bianca Castafiore                       | Kim Stengel     | An Lauwereins       | Lucie de Lange   |

## Pre-productie
In 1981 vergeleek een filmrecensent Raiders of the Lost Ark (de eerste film in de Indiana Jones-reeks) met de Kuifje-stripverhalen. Spielberg kende Kuifje op dat moment niet en raakte geïnteresseerd in deze stripfiguur. Spielbergs secretaresse kocht enkele Franstalige stripverhalen voor de regisseur, die de taal niet begreep maar wel meteen erg was gecharmeerd van de tekeningen. En ook het omgekeerde gebeurde: de tekenaar van Kuifje, Hergé, werd een liefhebber van Spielbergs films.
In 1983 stond er een ontmoeting tussen Spielberg en Hergé op het programma. Spielberg was op dat moment bezig met de opnamen van Indiana Jones and the Temple of Doom. Hergé overleed echter plotseling, waardoor de tekenaar en de regisseur elkaar nooit ontmoet hebben. De weduwe van Hergé besloot om de rechten van Kuifje toch aan Spielberg te verkopen, omdat ze vond dat hij de enige was die de stripreeks eer kon aandoen. Op dat moment was Universal Pictures de distributeur van het project.
Spielberg begon reeds eind jaren 1980 aan de eerste plannen voor een Tintin-film. Hij noemde Tintin een "Indiana Jones voor kinderen". De regisseur gaf Melissa Mathison, de scenariste van E.T. the Extra-Terrestrial, de opdracht een scenario te schrijven. Spielberg wilde een verhaal waarin Kuifje de strijd aanging met ivoorhandelaren in Afrika. Voor de rol van kapitein Haddock dacht Spielberg aan acteur Jack Nicholson. Uiteindelijk werd het project op de lange baan geschoven en raakte Spielberg de rechten kwijt. Meteen doken er andere geïnteresseerden op. Warner Bros. probeerde de rechten te verkrijgen en ook Claude Berri en Roman Polanski deden hun best om de rechten te bemachtigen. Warner Brothers kon echter geen "creatieve integriteit" beloven, hetgeen Spielberg wel kon. In 2001 vatte Spielberg het idee op om een animatiefilm rond Kuifje te maken. In 2002 kocht Spielbergs productiebedrijf, DreamWorks, de rechten opnieuw over.
Spielberg zou bij deze animatiefilm in eerste instantie enkel als producent fungeren. Het Franse tijdschrift Capital schreef in een artikel dat Spielberg een trilogie wilde maken. De eerste film zou draaien rond de verhalen Het geheim van de Eenhoorn en De schat van Scharlaken Rackham en de tweede rond De 7 kristallen bollen en De zonnetempel. De slotfilm van de trilogie zou gebaseerd zijn op de verhalen De Blauwe Lotus en Kuifje in Tibet. De twee laatstgenoemde stripalbums vormen in de stripreeks geen aaneengesloten verhaal, maar in beide strips komt wel het personage Tchang voor. De vriendschap van Kuifje met Tchang zou dan ook de basis vormen van de derde film. Spielberg vroeg aan Peter Jackson of hij met zijn filmbedrijf Weta Digital kon zorgen voor de animatie van Kuifjes hond Bobbie.
Op aanraden van Jackson, die ook een grote bewonderaar was van Kuifje, opteerde Spielberg voor een film met motion capture in plaats van live-action (dat wil zeggen levende acteurs). Jackson had motion capture reeds gebruikt in zijn films The Lord of the Rings en King Kong. In november 2006 brachten ze een week lang een bezoek aan de set van de film Avatar van James Cameron. Daar filmden ze met motion capture, om te zien wat het resultaat zou zijn. Peter Jackson speelde Kuifje en Andy Serkis speelde Kapitein Haddock. Het resultaat was bevredigend en Spielberg besloot het ook digitaal te filmen.
In mei 2007 werd het project officieel aangekondigd. Jackson en Spielberg fungeerden als producent en regisseur. Steven Moffat werd aangenomen om het scenario te schrijven. Uiteindelijk werd het scenario herschreven door Edgar Wright en Joe Cornish.
In 2008 vonden er nog meer opnamen plaats, maar Universal Pictures had ondertussen besloten zich terug te trekken als coproducent vanwege het magere succes van gelijksoortige films, zoals Monster House en Beowulf. Uiteindelijk vonden Spielberg en Jackson toch nog twee producenten: Paramount Pictures en Sony besloten samen in zee te gaan. Sony wilde echter slechts twee van de drie films financieren.
In januari 2009 gingen de opnamen van start. Jackson was de eerste week op de filmset aanwezig, maar de dagen erna volgde hij de opnamen via iChat. Verschillende regisseurs, zoals David Fincher en Guillermo del Toro, brachten ook een bezoekje aan de set.

## Merchandising
In België ging de release van deze film gepaard met merchandising. Zo kon men drinkglazen met de hoofdfiguren uit de film verzamelen, die een merk van benzinestations aanbood. Daarnaast vond men in de winkels talloze andere nevenproducten, zoals koekjesdozen, computergames, puzzels, beddengoed, speciale postzegels enz. Een Frans automerk voerde met de figuren uit deze film promotie. In Frankrijk was een keten van fastfoodrestaurants partner van deze film. Door Moulinsart NV, de firma die de nalatenschap van Hergé en de gepatenteerde merchandising ervan beheert, werd gehoopt dat deze film de definitieve doorbraak van Kuifje zou betekenen in de Verenigde Staten, waar Kuifje tot voordien weinig bekend bleef, in tegenstelling tot de rest van de wereld.

## Muziek
De filmmuziek werd gecomponeerd door John Williams. Deze muziek werd ook op een soundtrackalbum uitgebracht door Sony Classical.

## Prijzen
De film won in 2012 de Golden Globe voor beste animatiefilm. Eveneens in 2012 wonnen de producers Peter Jackson, Kathleen Kennedy, Steven Spielberg de Producers Guild Award voor animatiefilm. De film werd ook genomineerd voor de Academy Award (Oscar) voor beste originele filmmuziek in 2012.

## Mogelijk vervolg
Spielberg bevestigde kort na het uitkomen van The Adventures of Tintin: The Secret of the Unicorn dat er nog meer Kuifje-animatiefilms gepland stonden. Peter Jackson zou de tweede film gaan regisseren, nadat hij eerst de The Hobbit-trilogie had afgewerkt; hij zou zelf de producer worden. De tweede film zou The Adventures of Tintin: Prisoners of the Sun heten, en een bewerking van het tweeluik De 7 kristallen bollen en De zonnetempel worden. Spielberg verklaarde in een interview dat hij hoopte dat de film rond Kerstmis 2015 uitgebracht kon worden en dat het een bewerking van maximaal twee strips zou worden.
Het project werd echter afgesteld.